# Új-zélandi mocsárityúk
Az új-zélandi mocsárityúk (Tribonyx hodgenorum) a madarak (Aves) osztályának a darualakúak (Gruiformes) rendjéhez, ezen belül a guvatfélék (Rallidae) családjához tartozó kihalt faj.

## Rendszerezése
A fajt először Ron Scarlett írta le 1955-ben, Rallus hodgeni néven. A fajt Storrs L. Olson amerikai ornitológus helyezte 1975-ban a Gallinula nembe Gallinula hodgeni néven, majd 1986-ban hodgenorumra cserélte a faji nevét.

## Előfordulása
Új-Zéland területén volt honos. Természetes élőhelyei a nyílt erdőt és a folyópartok mentén fekvő gyepek lehettek. Állandó, nem vonuló faj volt.

## Természetvédelmi helyzete
Valószínűleg már a 17. században kihalt. Kihalásának fő okai valószínűleg a patkányok és az emberi telepesek vadászata voltak. Több száz csontja került elő, mind két szigetről, élő példányt, viszont már nem találtak.